# Felicja Meisel-Mikołajczyk

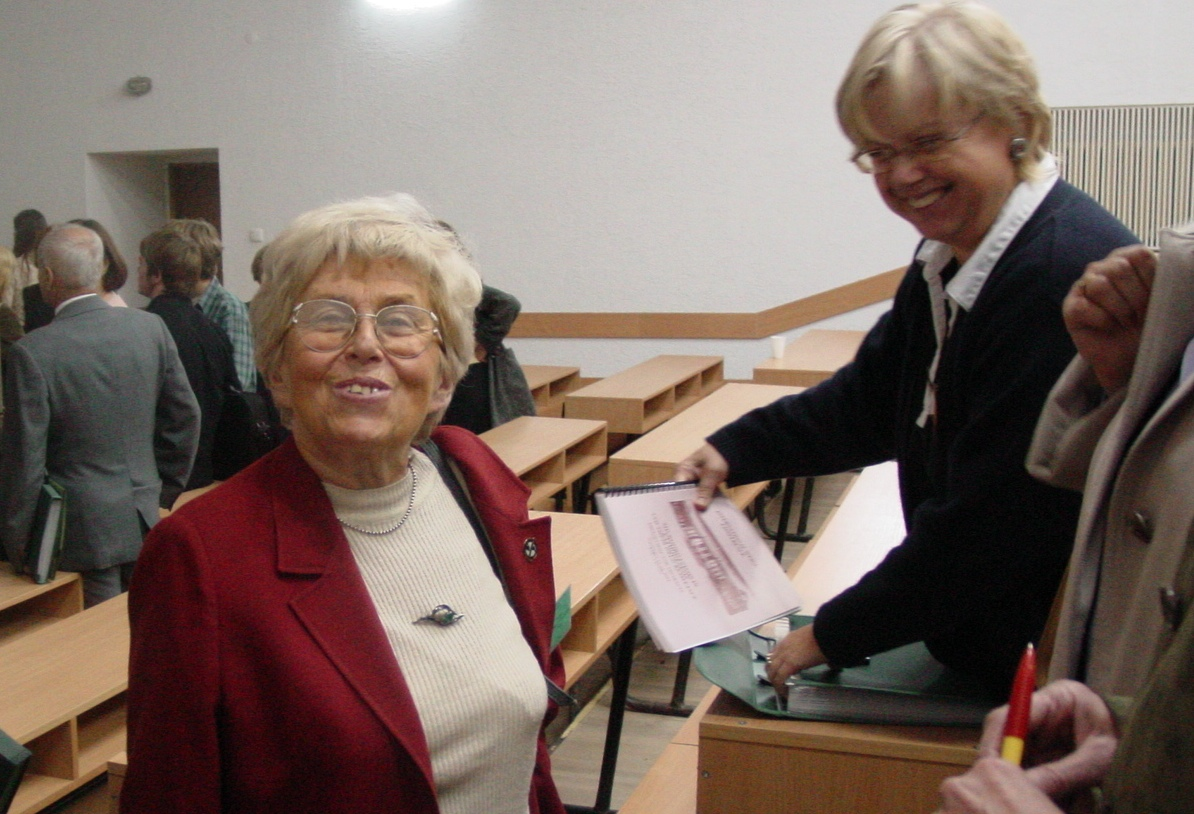
Prof. Felicja Meisel-Mikołajczyk podczas konferencji mikrobiologów "Weigl-1" na Uniwersytecie Lwowskim we wrześniu 2003 r.

Felicja Meisel-Mikołajczyk (ur. w 1927 w Przemyślu, zm. 3 grudnia 2012 w Warszawie) – polska mikrobiolog, specjalistka bakteriolog, założycielka szkoły zajmującej się badaniami nad beztlenowcami, profesor Akademii Medycznej w Warszawie
Pochodziła z rodziny przemyskich lekarzy i ludzi związanych z medycyną, zasymilowanych Żydów. Była córką małżeństwa mikrobiologów: Henryka i Pauli z d. Rossberger. W czasie okupacji niemieckiej Lwowa, gdy jej rodzice dzięki wstawiennictwu prof. Rudolfa Weigla pracowali w Instytucie Badań nad Tyfusem Plamistym i Wirusami, doprowadzani z lwowskiego getta, pod eskortą, do instytutu przy ul. Mikołaja 4, ukrywała się w pomieszczeniach uniwersyteckich i w przylegającym doń ogrodzie botanicznym. Po deportowaniu w styczniu 1943 jej rodziców do obozu koncentracyjnego Auschwitz, dzięki zaangażowaniu ludzi dobrej woli, w tym katolickich zakonnic prowadzących sierociniec, przekazywana z rąk do rąk, ukrywana w 18 różnych miejscach, uratowała się przed zagładą i po zakończeniu wojny szczęśliwie połączyła z rodzicami, którzy przeżyli pobyt w obozach koncentracyjnych, gdzie hitlerowcy wykorzystywali ich wiedzę i doświadczenie do produkcji szczepionki przeciw tyfusowi plamistemu.
W 1952 ukończyła studia lekarskie w Akademii Medycznej w Warszawie. W latach 1951–1997 związana z Zakładem Bakteriologii Klinicznej Instytutu Biostruktury AM w Warszawie, którym kierowała w latach 1992-97. W 1985 uzyskała tytuł profesora. Była członkiem szeregu towarzystw naukowych krajowych i zagranicznych, w tym Polskiej Akademii Nauk (Wydział II Nauk Biologicznych i Rolniczych; Komitet Mikrobiologii).
Została odznaczona Krzyżem Kawalerskim Orderu Odrodzenia Polski oraz Złotym Krzyżem Zasługi.